# Key Khosrow
Pour les articles homonymes, voir Kay Khusraw.
 (juin 2023).
Si vous disposez d'ouvrages ou d'articles de référence ou si vous connaissez des sites web de qualité traitant du thème abordé ici, merci de compléter l'article en donnant les références utiles à sa vérifiabilité et en les liant à la section « Notes et références ».

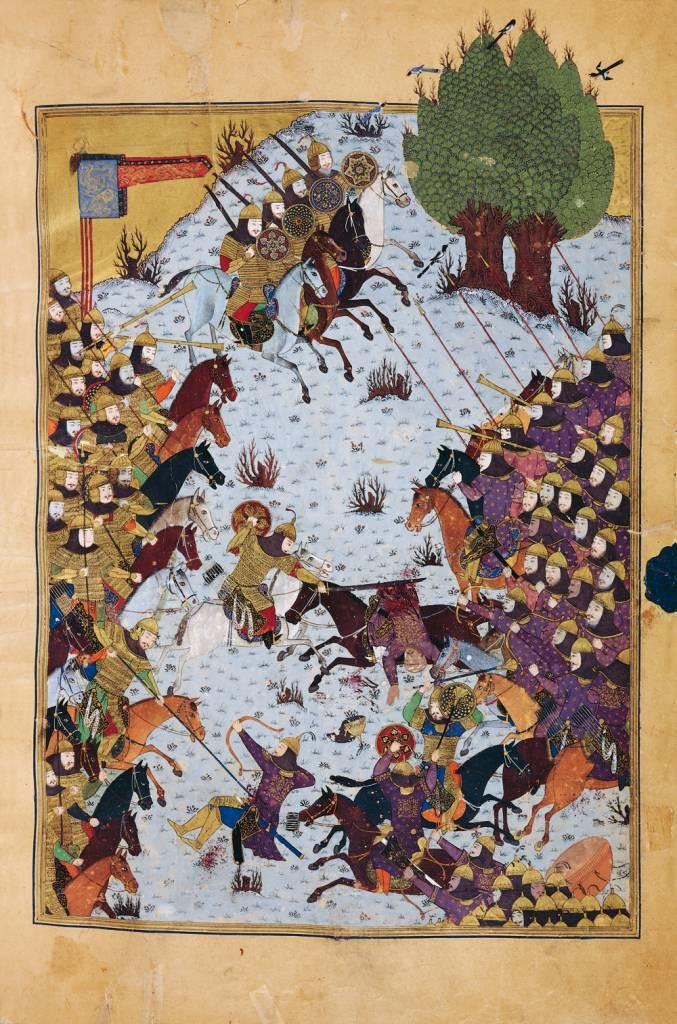

Key Khosrow (en persan : کیخسرو, Keyxosrow) est un chah d'Iran légendaire mentionné dans le poème épique persan de Ferdowsi, le Livre des Rois, comme étant l'adversaire du roi-héros Afrassiab.
C'est le petit-fils du roi Key Kavous.